# (18841) Hruška
(18841) Hruška, désignation internationale (18841) Hruska, est un astéroïde de la ceinture principale.

## Description
(18841) Hruska est un astéroïde de la ceinture principale. Il fut découvert le 6 septembre 1999 à l'Observatoire Kleť par Jana Tichá et Miloš Tichý. Il présente une orbite caractérisée par un demi-grand axe de 2,59 UA, une excentricité de 0,08 et une inclinaison de 15,4° par rapport à l'écliptique.

## Compléments